# Історія сала

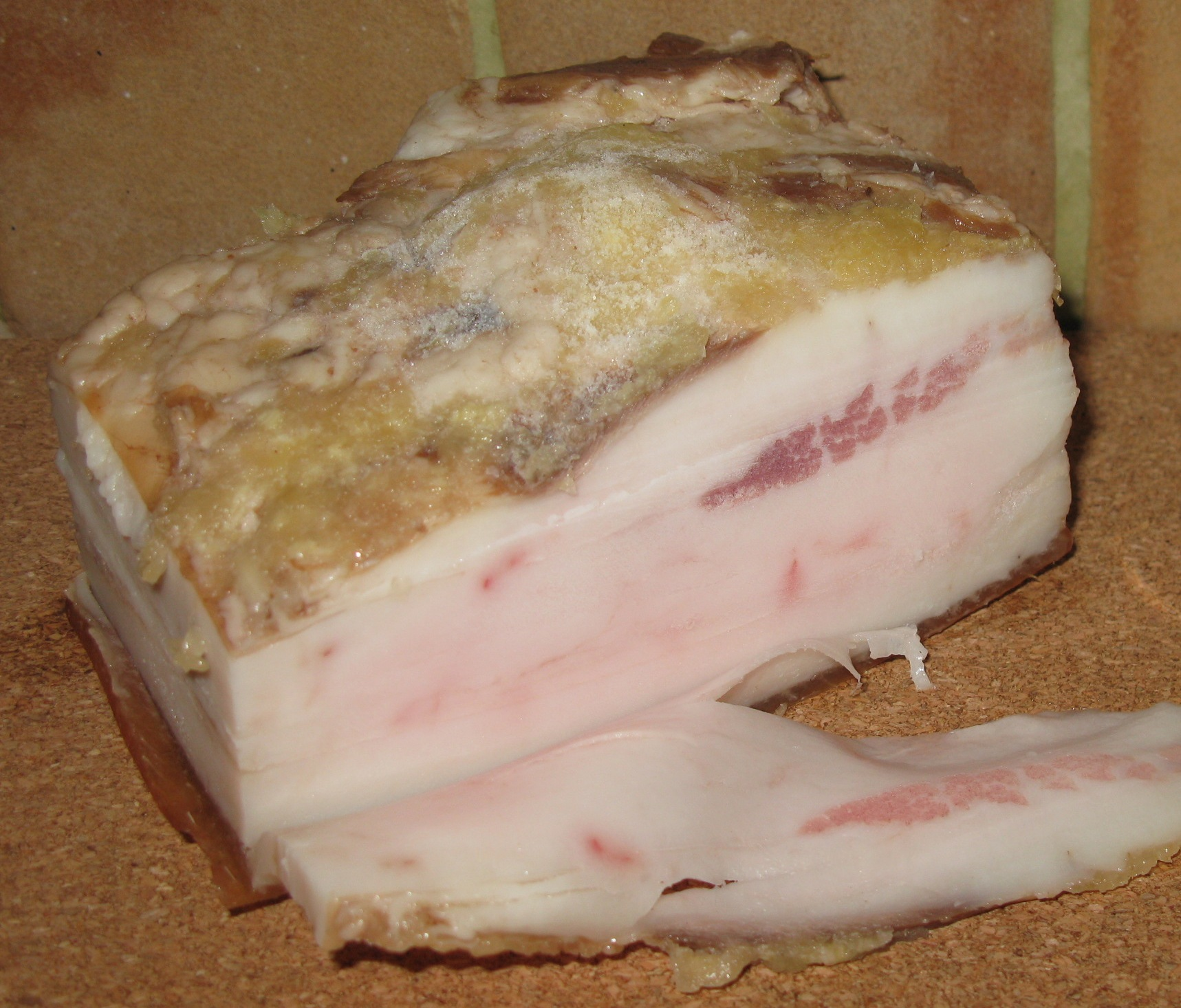
Сало

Історія сала нараховує кілька тисячоліть.
Письмові джерела свідчать, що сало вживали вже в давньому Шумері. Його не лише їли, а й заготовляли, сплачували ним податі до скарбниці і навіть вивозили до інших країн, обмінюючи на метали і коштовне каміння. В спекотному месопотамському кліматі зберегти сало свіжим було важко. Тому зазвичай до нього додавали прянощі, насамперед кунжут, який додавав йому пікантності і водночас перебивало неприємний запах та присмак, якщо сало і справді починало псуватися.
Стародавні єгиптяни одними з перших почали використовували сало з медичною метою. Як найдоступніший тваринний жир сало було основою мазей, зокрема й протизапалювальних. Заради здоров'я можновладців, враховуючи їхній статус, використовували сало не свиней, а «шляхетніших» тварин — таких як антилопи або ж гіпопотами. До того ж єгиптяни зрозуміли, що це сало — чудове мастило. Намащеними ним рейками було легше пересувати навіть великі кам'яні брили, потрібні для зведення пірамід та заупокійних храмів.
З тією ж метою використовували сало будівничі Стоунхенджу. Вчені знайшли поруч залишки посудин, в яких стародавні зодчі його витоплювали.
Щироко вживали сало хетти. Сало на їхніх ринках продавали на вагу і за ціною воно дорівнювало меду. Свиня, яку відгодовували на сало, коштувала вдвічі дорожче за звичайну. За хеттськими законами, якщо собака з'їдав шмат чужого сала, то власник цього сала мав право вбити пса і дістати «вкрадене» з його шлунку. Підсмажене сало їли з хлібом, так само робили й пожертви богам. Сало використовували також в магічних ритуалах. Фігурки, виготовлені з цього матеріалу, вважалися «замінниками» реальних тварин чи людей.
Давні греки приносили жертви богам салом, а м'ясо залишали його для людських, зокрема й жрецьких бенкетів. До того ж жертви зазвичай спалювали, а сало добре горіло. Також сало часто діставалося й рабам, які виконували важку фізичну роботу, адже воно добре відновлювало сили.
Давні римляни лише заготовляли сало, а й купували його у своїх північних сусідів — галлів. Галльське сало вважалися кращим завдяки технологіям засолки та копчення. Після приєднання Галлії до свої володінь, римляни запозичили і творчо розвинули рецепти своїх нових підданих — зараз в Італії є щонайменше два місця виробництва особливого сала, яке називається «лярдо», — в долині д'Аоста і в Тоскані. В першому лярдо заготовляють у дерев'яних діжках з дубу чи каштану, а в тосканській Колоннаті — в мармурових ваннах, адже поруч з цим поселенням добувають каррарський мармур.
Солити та коптити свинячий жир в галлів навчилися й інші народи Європи — зокрема германці та слов'яни. Слов'янське слово «сало» вперше зустрічається у вірменському рукописі VII ст. під назвою «Опис хозарського бенкету». За часів середньовіччя в Європі сало було поширеною стравою. Бенедикт Нурсійський наполегливо радив вирощувати свиней в монастирях — зокрема й заради сала.
З сала виготовляли  мило і свічки, які використовували в церквах, монастирях і скрипторіях. Свічки з воску винайшли лише згодом, і вони були занадто дорогими, тож сальні світильники протрималися аж до відкриття стеарину і парафіну в XIX сторіччі.
За повідомленням літописів вимога відмовитися від вживання свинини (а відтак - і сала) була одним з приводів відмови князя Володимира Великого запровадити на Русі іслам. Поширена в багатьох європейських країнах легенда стверджує, що християни навмисно розводили свиней в краях, що піддавалися регулярним нападам мусульман. Адже ті під час під час своїх рейдів гребували «нечистими» тваринами. Розповідають цю легенду і про українських козаків. Венеційці розповідають, що свого часу вивезли з Єгипту мощі Святого Марка, загорнувши їх у величезний шмат сала (за іншою версією — у свинячу шкіру).
З появою вогнепальної зброї салом почали змащувати гармати і рушниці, аби ті не ржавіли. Мастило для зброї традиційно називають «гарматним салом», навіть якщо його виготовляють з нафти.
Швидке зростання поголів'я свиней сприяло тому, що з часом почали вживати набагато більше сала як їжі. Зі святкової чи хоча б недільної страви воно перетворилося на страву щоденну. До того ж сало не лише їли, на ньому готували.
Поява стеаринових свічок і нафтових мастил, зрештою, послабили позиції сала як промислової сировини. Конкурували з салом також рослинні олії та вершкове масло, зростанню виробництва яких сприяли промислова революція, розвиток великого фермерства та індустріалізація. На користь сала були кухарські традиції і відносна дешевизна. Під час світових воєн смалець перетворився на зручний замінник коров'ячого масла.
У XX ст. проти сала була розгорнута масштабна інформаційна кампанія. Роман «Джунглі» Ептона Сінклера з жахливою сценою потрапляння героїв до чану зі смальцем, наукові дослідження, що доводили шкідливість свинячого жиру, — створювали продукту скандальну репутацію в споживачів, продавців і кухарів. Споживання сала скоротилося. І лише наприкінці сторіччя його поступово почали «реабілітовувати» — насамперед як частину традиційної кухні.